# مادس بيرتيلسن
مادس بيرتيلسن (بالدنماركية: Mads Priisholm Bertelsen)‏ هو لاعب كرة قدم دنماركي في مركز الدفاع، ولد في 18 ديسمبر 1994 في الدنمارك في مملكة الدنمارك. شارك مع منتخب الدنمارك لكرة القدم.

## وصلات خارجية
- مادس بيرتيلسن على موقع الاتحاد الأوربي (الإنجليزية)
- مادس بيرتيلسن على موقع قاعدة بيانات كرة القدم.إي يو (الإنجليزية)
- مادس بيرتيلسن على موقع ناشيونال فوتبول تيمز (الإنجليزية)
- مادس بيرتيلسن على موقع Soccerway.com (الإنجليزية)
- مادس بيرتيلسن على موقع عالم كرة القدم.نت (الإنجليزية)
- مادس بيرتيلسن على موقع GSA (الإنجليزية)